# Darius Milhaud
Darius Milhaud (vyslov Dariys Mijó) (4. září 1892, Aix-en-Provence – 22. června 1974, Ženeva) byl francouzský hudební skladatel a pedagog.

## Život
Narodil se 4. září 1892 ve francouzském Aix-en-Provence do židovské rodiny. Vystudoval na pařížské konzervatoři, kde byli jeho spolužáky Arthur Honegger nebo Germaine Tailleferre. Kompozici vystudoval pod Charlesem Widorem a harmonii a kontrapunkt ho učil André Gédalge. Kromě toho mu soukromé hodiny dával Vincent d'Indy. Jako mladík působil nějaký čas jako spolupracovník Paula Claudela, významného básníka a dramatika, který sloužil jako velvyslanec v Brazílii.
Na výletě do Spojených států v roce 1922 uslyšel Milhaud poprvé v ulicích Harlemu „autentický“ jazz, což zanechalo na jeho hudbě znatelný vliv. Za použití jazzových motivů pak napsal následujícího roku své Stvoření světa (La Création du Monde), balet o šesti navazujících scénách.
V roce 1939 opustil Milhaud Francii a přesídlil do Spojených států (jeho židovský původ mu neumožňoval vrátit se do své vlasti až do osvobození), kde získal učitelské místo na Mills College v Oaklandu (Kalifornie). Po válce učil střídavě na Mills College a na pařížské konzervatoři až do roku 1971, kdy musel místa pro špatné zdraví opustit. Nakonec upoután na kolečkové křeslo zemřel v Ženevě v červnu 1974.
Milhaud byl jedním z nejplodnějších autorů 20. století. Byl členem Pařížské šestky (také Skupina šesti - Les Six). Stejně jako pro jeho současníky (Bohuslav Martinů, Paul Hindemith, Heitor Villa-Lobos) bylo i pro Milhauda psaní stejně snadné jako dýchání. Proslul jako extrémně rychlý tvůrce. Mezi jeho nejznámější díla patří La Création du Monde (Stvoření světa), balet pro malý orchestr a sólo saxofon, ovlivněný jazzem, La Boeuf sur le Toit (Vůl na střeše) - balet, nebo Saudades do Brazil (taneční suita). Jeho biografie byla nazvána Notes sans Musique (Noty bez hudby), později byl název revidován na Ma Vie heureuse (Můj šťastný život).
Milhaud je také autorem několika extrémně krátkých oper, z nichž sedmiminutový Vysvobozený Théseus (La Délivrance de Thésée) je zapsán jako nejkratší světová opera i v Guinnessově knize rekordů.
Mezi významné studenty Milhauda patřili například Burt Bacharach, Dave Brubeck, Steve Reich, Philip Glass, Vincent McDermott, Karlheinz Stockhausen, Iannis Xenakis.

## Dílo
Tento seznam je jen zlomkem jeho celkového díla, opusové číslo jeho prací se zastavilo na čísle 443.

### Opery
- Les Malheurs d'Orphée (1926)
- Kryštof Kolumbus (Christophe Colomb) (1928)
- Maximilien (1930)
- Médée, libretto Madeleine Milhaud (jeho žena a sestřenice) (1938)
- Bolivar (1943)

### Balety
- L'Homme et son désir, Op. 48, pro čtyři nemluvné zpěváky, sólo plechy, bicí a smyčce
- Le Boeuf sur le Toit", Op. 58 (1919)
- La Création du Monde, Op. 81, pro malý orchestr (1923)

### Orchestrální tvorba
- Symfonie
  - Six little Symphonies
  - Symfonie č.1
  - Symfonie č.2
  - Symfonie č.3
  - Symfonie č.4
  - Symfonie č.5
  - Symfonie č.6
  - Symfonie č.7
  - Symfonie č.8
  - Symfonie č.9
  - Symfonie č.10
  - Symfonie č.11
  - Symfonie č.12
- "Protee" Symfonická suita č.2, Op.57 (1919)
- Serenade en trois parties, Op.62 (1920/1921)
- Saudades do Brazil, Op. 67 (1920/21), původně pro klavír, aranžováno pro orchestr)
- Suite provençale, Op. 152b, pro orchestr (1937)

### Sólo housle
- Le Printemps (Jaro), pro sólo housle a malý orchestr

### Sólo viola
- 4 Visages pro violu a klavír, Op. 238 (1943)
- Sonáta č.1 sur des thèmes inédits et anonymes de XVIIIe siècle pro sólo violu a klavír, Op. 240 (1944)
- Sonáta č.2 pro violu a klavír, Op. 244 (1944)
- Élégie pro violu a klavír, Op. 251 (1945)
- Élégie pour Pierre pro violu, tympány a bicí, Op. 416 (1965)

### Koncertantní díla
Klavír
- Cinq Études pour piano et orchestre, Op. 63 (1920)
- 5 koncertů pro klavír a orchestr (1933-1955)
- Le Carneval d'Aix, Op. 83b, fantazie pro klavír a orchestr (1926)

Viola
- Concerto č.1 pro violu a orchestr, Op. 108 (1929)
- Air pro violu a orchestr, Op. 242 (1944)
- Concertino d'été pro violu a komorní orchestr, Op. 311 (1951)
- Concerto č.2 pro violu a orchestr, Op. 340 (1954–1955)

Ostatní
- 3 koncerty pro housle a orchestr
- 2 koncerty pro cello a orchestr
- Scaramouche, pro altsaxofon a orchestr (1937), pro klarinet a orchestr (1939)
  1. Vif
  2. Modéré
  3. Brazileira
- Concerto pour batterie et petit orchestre, Op. 109, koncert pro bicí a malý orchestr

### Žestě
- Suite française, Op. 248 (1944)
  1. Normandie
  2. Bretagne
  3. Île de France
  4. Alsace-Lorraine
  5. Provence
- West Point Suite, Op. 313 (1954)
- Deux Marches, Op. 260 (1946)
- Introduction et Marche funèbre
- La Cheminée du Roi René (Kvintet pro dřevěné dechy)

### Klavír
- Printemps, (1915-1920)
- Le bœuf sur le Toit, pro dva klavíry (1919)
- "Saudades do Brazil", (1920)
- Scaramouche, pro dva klavíry (1941)
- La muse menagere
- 2 sonáty
- Sonatina
- "Les Songes", pro dva klavíry

### Komorní hudba
- Smyčcové kvartety (14. a 15.smyčcový kvartet mohou být hrány odděleně i současně jako oktet)
  - Smyčcový kvartet č.1 až č.18
- 3 études sur des thèmes du Comtat Venaissin (1973)
- Homage a Igor Stravinsky

### Skladby pro hlasy
- Machines agricoles, Op. 56, pro jednoho zpěváka a sedm nástrojů, text převzat z katalogu zemědělských strojů (1919)
- Cataloque des fleurs, Op.60, pro jednoho zpěváka a sedm nástrojů (1920)
- Chateau du feu, Op.337, Kantáta, na paměť jeho židovských spoluobčanů, vražděných během války nacisty.